# Katrien Duck
Katrien Duck, oorspronkelijke Engelse naam Daisy Duck, is een tekenfilm- en stripfiguur uit de Duckstad-wereld. Ze is de vriendin van zowel Donald Duck als van Guus Geluk.
Katrien is door verschillende Disney-tekenaars gebruikt, waaronder Carl Barks en Don Rosa.

## Achtergronden
De eerste keer dat er een vrouw in Donalds leven kwam was in de korte Disney-tekenfilm Don Donald uit 1937, een vurige Mexicaanse, Donna Duck genoemd. Deze relatie was niet van lange duur, dus Daisy Duck was in 1940 in de Disney-tekenfilm Mr. Duck steps out te zien. Hierna speelde ze nog een rol in enkele tekenfilms en werd ze een vast personage in de stripverhalen van Donald Duck.
Er is wel gesuggereerd dat Donna Duck en Katrien één en dezelfde persoon zijn. In album 2 van de stripalbumreeks 50 Vrolijke Ontboezemingen uit Katriens Dagboek staat in de inleiding: "Katrien was net als haar aanbidder Donald voor het eerst te zien in een tekenfilm. In 1937 om precies te zijn, in 'Don Donald'. Ze heette toen nog Donna en woonde in Mexico". Tekenaar Al Taliaferro weerlegde dit echter in 1951. In de krantenstrips liet hij Donna een bezoek aan Duckstad brengen. Donna ontmoette daar Donald, diens neefjes Kwik, Kwek en Kwak én Katrien.

## (Mogelijke) familierelaties
Katrien heeft drie nichtjes, Lizzy, Juultje en Babetje, die vaak bij hun tante over de vloer zijn. Dit zijn tevens de enige familieleden van Katrien met een vaste rol in de verhalen.  Over Katriens verdere familie is weinig bekend. Volgens Barks heeft ze nog twee tantes, Matilda en Drusilla. Katrien heeft bovendien een zus die de moeder van haar drie nichtjes is.
De verklaring voor het feit dat ook Kwik, Kwek en Kwak Katrien vaak "tante" noemen, is volgens Don Rosa dat de vader van Kwik, Kwek en Kwak de broer is van Katrien. Dit zou dan tevens verklaren waarom Katrien zelf ook 'Duck' als achternaam heeft. Dit is alleen nooit duidelijk geworden in de verhalen. Een andere mogelijkheid is dat de drie neefjes Katrien simpelweg als een familielid zien vanwege haar innige relatie met hun oom.

## In de verhalen
In de stripverhalen heeft Katrien vaak een haat-liefdeverhouding met zowel Donald als Guus. Tussen de twee neven, die beiden naar de hand van Katrien dingen, is het dan ook haat en nijd. Daar komt nog bij dat Guus dankzij zijn eeuwige geluk Donald vaak weet af te troeven. In andere verhalen die zich afspelen in of rond het huis van Katrien, spelen haar drie nichtjes soms de hoofdrol.
Katrien is lid van de Duckstadse Damesclub. 
Katrien en Dagobert Duck komen niet heel vaak samen voor in één verhaal. Soms werkt Katrien in het geldpakhuis als secretaresse voor Dagobert (in plaats van juffrouw Eugenia). Katrien is ook af en toe te zien op de boerderij van Oma Duck.

## Spin-offs
Katrien heeft in een aantal Italiaanse en Braziliaanse verhalen net als Donald een alter ego: Superkatrien. Verhalen met dit karakter zijn in Nederland verschenen in pocket 4 (tweede reeks, 1979) en pocket 152 en 193 (derde reeks). Sinds 1999 heeft Katrien in Nederland een eigen tijdschrift.

## In andere talen
- Deens: Andersine And
- Duits: Daisy Duck
- Engels: Daisy Duck
- Fins: Iines Ankka
- Frans: Daisy
- Hebreeuws: Daisy Duck
- Hongaars: Dezi Kacsa
- IJslands: Andrésína Önd
- Italiaans: Paperina
- Kroatisch: Vlatka Patka
- Noors: Dolly Duck
- Pools: Daisy
- Portugees: Margarida
- Spaans: Daisy
- Zweeds: Kajsa Anka
- Nederlands: Katrien Duck

## Games
Katrien Duck verschijnt in vele games, waaronder:
- Kingdom Hearts
- Epic Mickey - Animatronic versie
- Epic Mickey 2: The Power of Two - Animatronic versie
- Dance Dance Revolution Disney Grooves
- Toontown Online

## Stem
Engelse (originele) stem:
- Clarence Nash 1940-1945
- Gloria Blondell 1945-1950
- Kath Soucie 1996-1998
- Diane Michelle 1998-1999
- Tress MacNeille 1999-heden
- Debra Wilson 2022

Nederlandse stem:
- Corry van der Linden alleen in Mickey's Kerstfeest
- Laura Vlasblom 1987-heden
- Meghna Kumar alleen in Quack Pack
- Anneke Beukman alleen in Mickey krijgt schurken op bezoek